# Philip Florig
Philip Florig (* 11. September 2003 in Aschaffenburg) ist ein deutscher Tennisspieler.

## Karriere
Florig spielte bis 2021 auf der ITF Junior Tour. Dort konnte er mit Rang 47 seine höchste Notierung in der Jugend-Rangliste erreichen. Bei den Grand-Slam-Turnieren nahm er zweimal teil, in New York und Wimbledon schied er jeweils in der ersten Runde aus. Im Doppel bei letzterem Turnier schaffte er mit Max Hans Rehberg den Einzug ins Viertelfinale.
Bei den Profis spielt Florig ab 2021. Dabei spielt er hauptsächlich auf der drittklassigen ITF Future Tour und nahm bis April 2022 an wenigen Turnieren teil. Im Einzel schaffte er dabei bislang einmal den Einzug ins Viertelfinale. Im April 2022 konnte Florig zusammen mit Maximilian Homberg im Doppel von München als Ersatzspieler ins Feld nachrücken. Bei seinem Debüt auf der ATP Tour unterlagen sie der Paarung aus Roman Jebavý und Andrés Molteni in zwei Sätzen. Im Einzel und Doppel ist Florig jeweils außerhalb der Top 1000 in der Tennisweltrangliste platziert. Im Sommer 2022 spielt Florig im Team des Meisters TK Grün-Weiss Mannheim in der 1. BL.